# Verlandung

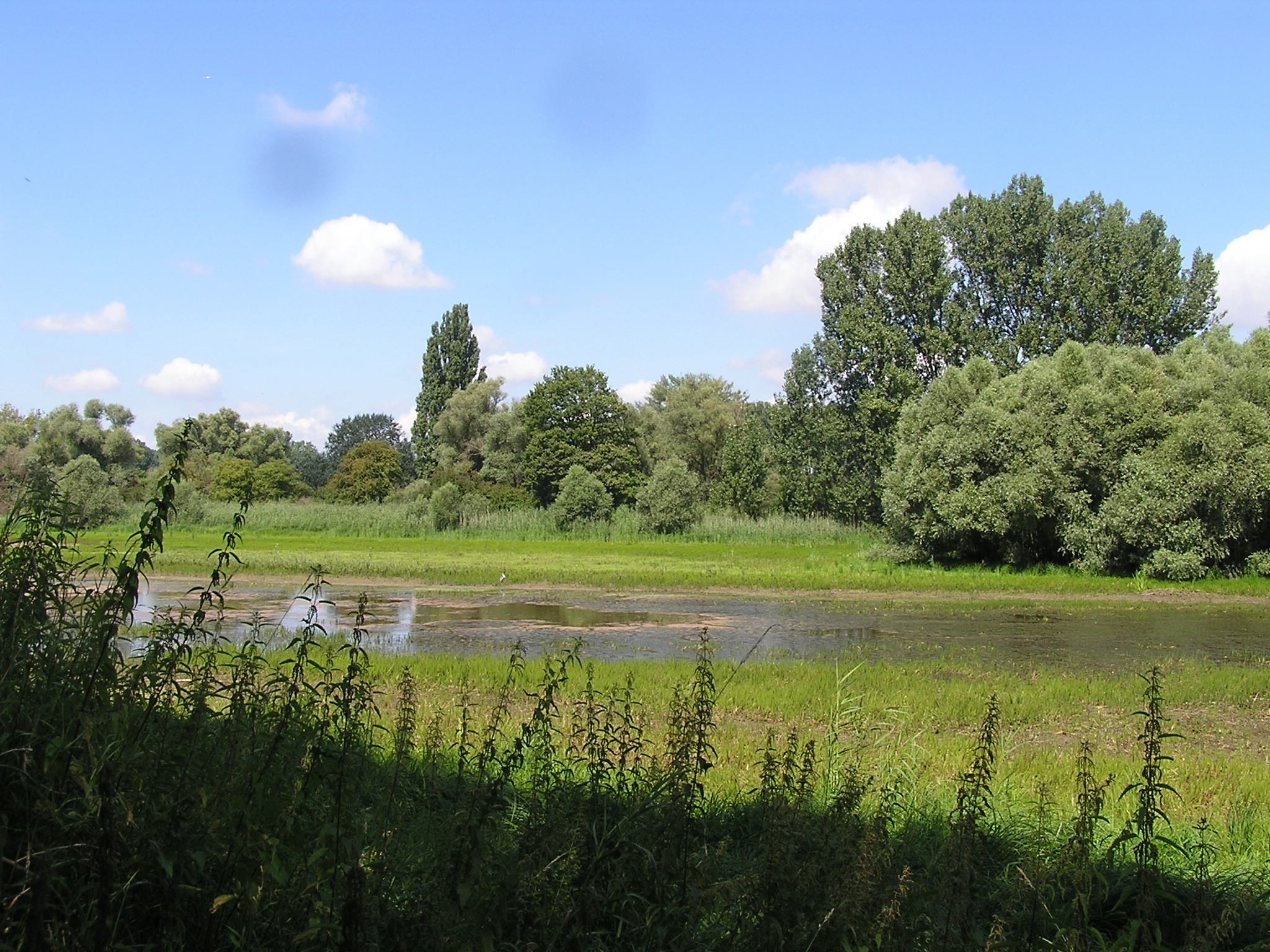
Verlandeter Altrhein im Naturschutzgebiet Kühkopf-Knoblochsaue, 2005

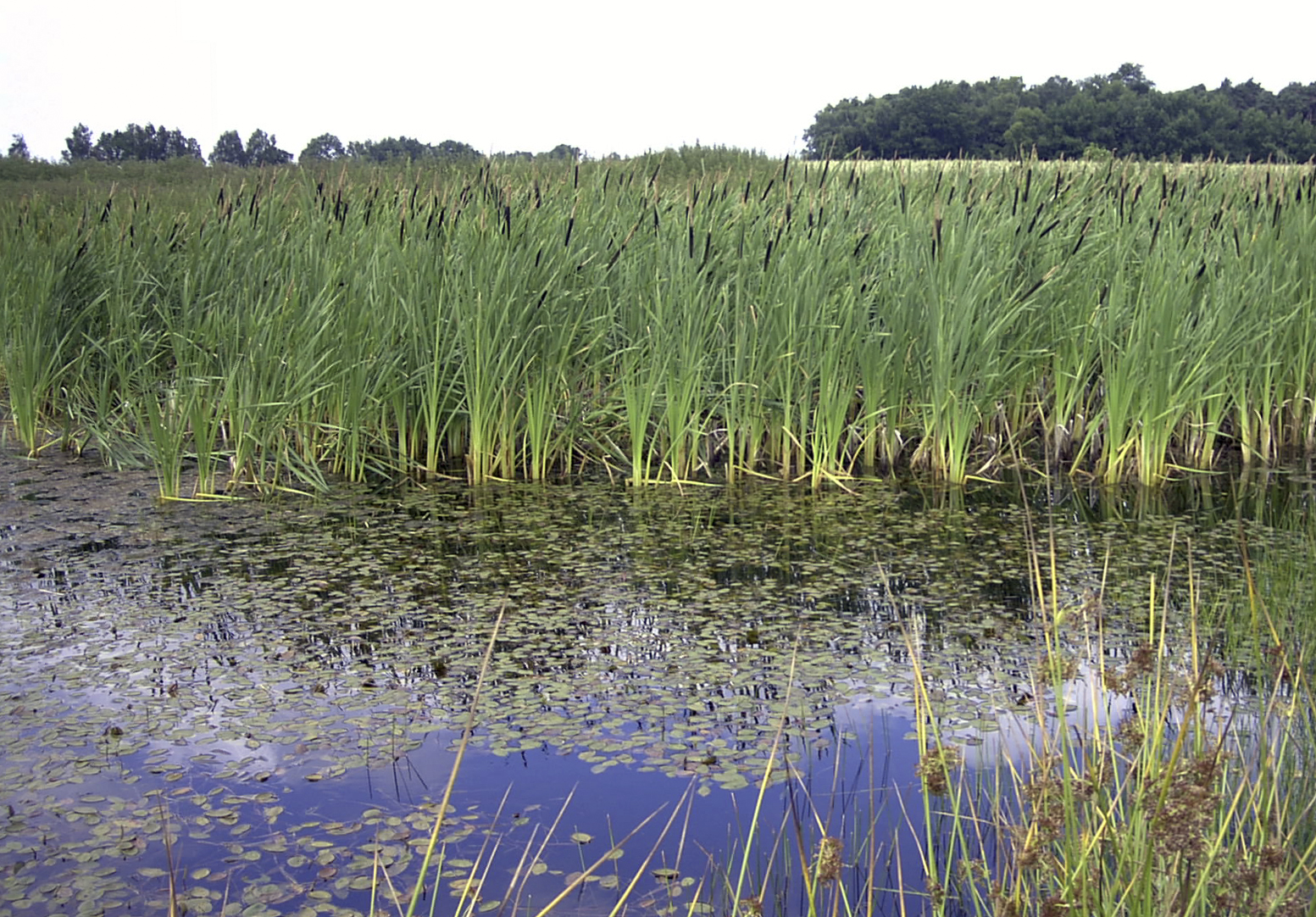
Im Vordergrund: Laichkräuter, dahinter: Röhricht mit Rohrkolben

Als Verlandung wird die natürliche Auffüllung stehender Binnengewässer mit organischem Material bezeichnet. Die Verlandung steht im Gegensatz zur Anlandung, bei der die Auffüllung durch von außen herantransportiertes, überwiegend anorganisches Material geschieht. In der Wasserwirtschaft wird gelegentlich auch die Eintragung von mineralischen Stoffen als „Verlandung“ bezeichnet.

## Verlauf
Die Verlandung führt über einen längeren Zeitraum durch das Wachstum von Wasser- und Sumpfpflanzen (Röhrichtpflanzen) zu einer Verringerung der freien Wasserfläche von Gewässern. Sie vollzieht sich in der Regel über das Zwischenstadium einer Flachmoorbildung und wird durch die Anschwemmung von Sand und Schlick gefördert, so dass sich Anlandung und Verlandung ergänzen. Das Endstadium der Verlandung ist der Erlenbruchwald.
Aus dystrophen (kalkarmen und humusreichen) Stillgewässern können auch Verlandungs-Hochmoore entstehen.

## Verlandungszonen

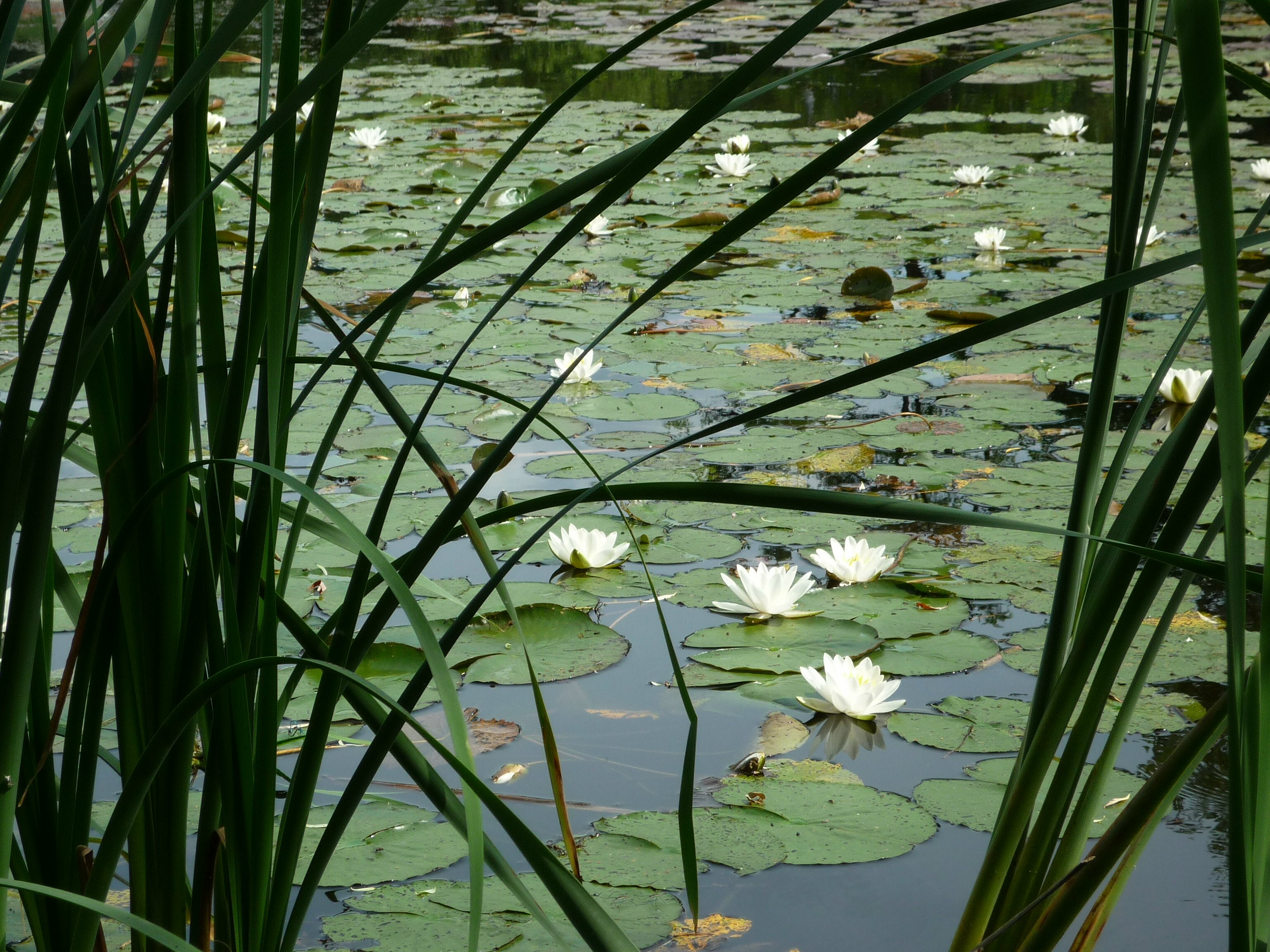
Schwimmblattzone mit der Weißen Seerose

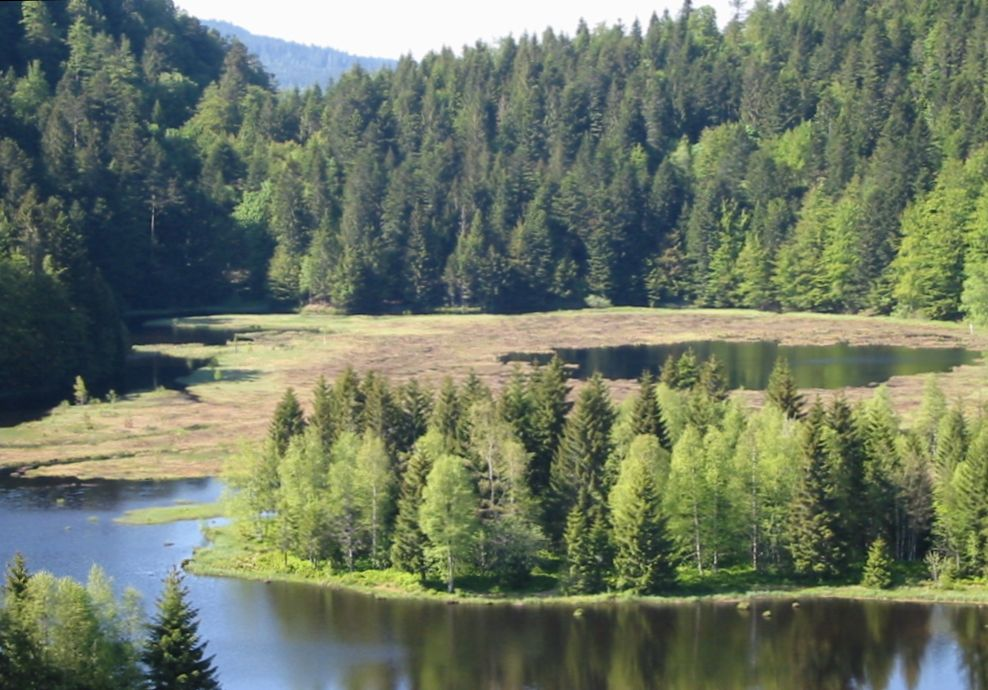
Lac de Lispach (Vogesen): Entstehung eines Verlandungshochmoores

Nährstoffreiche (eutrophe) Seen der nördlichen gemäßigten Breiten weisen (vereinfacht) folgende Zonierung auf: Tauchblattgürtel (Laichkräuter), Schwimmblattzone (Seerosen), Röhricht (Schilf), Großseggenried (Steife Segge), Erlenbruchwald.

## Verlandung des Chiemsees
Vor 10.000 Jahren hatte der Chiemsee eine Fläche von 300 km² bei einer Tiefe von 250 m. Heute beträgt die Fläche  80 km² bei einer Tiefe von 73 m. Die Tiroler Achen entlässt jährlich 170.000 m³ Schwebstoffe in den See und 10.000 m³ mineralisches Geschiebematerial. Verläuft der Prozess in dieser Form weiter, wird der Chiemsee in 7000 bis 8000 Jahren verlandet sein.

## Verlandung des Aralsees
Anders als beim Chiemsee geschieht der Verlandungsprozess beim Aralsee durch Verminderung des Zuflusses, also durch Austrocknung. In den letzten 100 Jahren lag die Ursache dafür wohl in der zu hohen Wasserentnahme für die Bewässerung von Baumwollplantagen.